# Antoni Sadó i Croixent
Antoni Sadó i Croixent (Barcelona, 12 de juliol de 1783 - Consell, 28 d'abril de 1850)fou un destacat matemàtic i enginyer mecànic barceloní. Fill de Joan Sadó, d'ofici fuster, en la seva infantesa rebé dels seus pares una educació anàloga a l'ofici de fuster a què volien dedicar-lo i fins que havent arribat a una edat competent per emprendre l'estudi de les matemàtiques va obtenir permís d'aquells per acudir a la classe pública gratuïta establerta en aquesta ciutat, durant el curs va donar proves inequívoques del seu talent i aplicació, en tant que va merèixer ser admès soci numerari de matemàtiques i mecànica de la Reial Acadèmia de Ciències Naturals i Arts, la qual reconeixent el seu mèrit el nomenà substitut de les càtedres de matemàtiques que estan sota la direcció de la mateixa acadèmia. L'aplicació de Sadó no s'ha limitat a adquirir quants coneixements ha pogut fa a matemàtiques, sinó que ha aconseguit fer nous avenços en assumptes sublims sobre la mateixa ciència, els que ha generalitzat publicant-los per mitjà de diferents memòries, que sobre diversos tractats de matemàtiques ha presentat a l'acadèmia, de la qual no només han estat ben rebudes, sinó elogiades per la mateixa en els diaris d'aquesta ciutat. Una d'elles va tenir per principal objecte el manifestar els coneixements físic matemàtics que ha de reunir un arquitecte: i va demostrar ser l'arquitectura una ciència i no art com alguns infundadament imaginen, i també que de confiar la construcció d'obres públiques a arquitectes que no reuneixin els coneixements físico-matemàtics necessaris per a la seva perfecció, poden resultar perjudicis en gran descrèdit d'una nació. Una altra memòria en què estableix un mètode nou i senzill sobre la construcció geomètrica de les equacions de cinquè i sisè grau a condició que no els falti el segon i penúltim terme. Construeix geomètricament les equacions de cinquè grau, i troba per mitjà del càlcul algebraic, senzilla i evidentment, que transformades aquestes equacions en equivalents de sisè grau, poden unes i altres construir-se per mitjà d'una paràbola cúbica tot faltant el segon terme. Una altra sobre les propietats geomètriques que presenten els cossos regulars inscrits i circumscrits uns als altres de la indagació no havia ocupat cap matemàtic. Per demostrar aquestes propietats construí ell mateix una figura de fusta que ofereix els cinc cossos expressats: Tetraedre, cub, octaedre, dodecaedre i icosàedre. Presentà també una memòria a la Reial Junta de Comerç, que consta de tres parts: les dues primeres traduïdes de Camus i la tercera original seva, les que abracen la teoria i construcció de totes les màquines compostes de rodes dentades.